# Fiscalitatea în România
Taxele în România sunt percepute de autoritățile centrale și locale. Cele mai relevante surse de venituri includ impozitul pe venit, asigurările sociale, impozitul pe profit și taxa pe valoarea adăugată, care sunt aplicate la nivel național.
Sistemul fiscal român constă din totalitatea accizelor, impozitelor, taxelor plătite de persoanele fizice sau juridice române.

## Taxa pe valoarea adăugată (TVA)
Taxa pe valoare adăugată a avut în trecut valori de 20% și chiar 24%, iar în prezent, cota standard de TVA este 19%.
În funcție de domeniul de activitate (codul CAEN), taxa este încadrată în una din cele trei cote:
- 19% (cotă standard)
- 9% (produsul alimentelor, băuturilor, protezelor, medicamentelor, serviciile de cating și restaurant, distribuirea apei sau comercializarea de pesticide și îngrășăminte)
- 5% (manuale școlare, reviste, publicații, serviciile hoteliere și de cazare, taxe de intrare în locații culturale, case construite în scop social sau case mici sau produsele eco, tradiționale și montane)

## Contribuții salariale
- 25% Asigurări sociale (CAS)
- 10% Asigurări sociale de Sănătate (CASS)

- Deduceri personale
- 10% Impozit pe venit (IV)
- 2.25% Contribuție Asiguratorie pentru Muncă (CAM) - Plătită de angajator

## Caracteristici taxe
1. au caracter obligatoriu, ceea ce presupune ca toate persoanele fizice și/sau juridice care realizează venituri dintr-o anumită sursă sau posedă un anumit gen de avere să participe prin impozite la constituirea fondurilor generale ale statului;
2. sunt plăți către stat cu titlu definitiv și nerambursabil, în sensul că odată făcute, ele sunt utilizate numai la finanțarea unor acțiuni și obiective necesare membrilor societății;
3. sunt o prelevare fără contracompensație sau fără vreun echivalent direct și imediat din partea statului în favoarea contribuabilului.

## Tipuri de impozite
Impozitele directe
- Impozitul pe venit

- Impozitul pe venitul persoanelor fizice

- impozitul pe venit reținut la sursă

- impozitul pe salarii
- impozitul pe venituri din drepturi de proprietate intelectuală;
- impozitul pe venituri din vânzarea bunurilor în regim de consignație;
- impozitul pe venituri din activități desfășurate în baza contractelor de agent, comision sau mandat comercial;
- impozitul pe venituri din activități desfășurate în baza contractelor/convențiilor civile încheiate potrivit Codului Civil
- impozitul pe venituri din activitatea de expertiză contabilă și tehnică, judiciară și extrajudiciară;
- impozitul pe venitul obținut de o persoană fizică dintr-o asociere cu o persoană juridică contribuabil, potrivit titlului IV, care nu generează o persoană juridică.

- impozitul pe venitul global

- Impozitul pe venitul persoanelor juridice

- impozitul pe profit;
- impozitul pe veniturile microîntreprinderilor
- impozitul pe dividende;
- impozitul pe venituri din vânzarea activelor.

- Impozitul pe avere

Impozitele indirecte
- taxele de consumație (Accizele);
- taxa pe valoarea adăugată (T.V.A.)
- taxele vamale;
- monopolurile fiscale;
- taxele de înregistrare și de timbru.

## Impozite directe
Impozitele directe reprezintă forma cea mai uzuală de impunere.

### Impozitul pe profit
Determinarea profitului impozabil se face astfel
Profit impozabil = venituri totale - cheltuieli totale - venituri neimpozabile + cheltuieli nedeductibile
Veniturile neimpozabile sunt: dividendele, diferențele favorabile de titluri de participare, venituri din anularea cheltuielilor pentru care nu s-a acordat deducere, veniturile din reducerea sau anularea provizioanelor pentru care nu s-a acordat deducere, veniturile din recuperarea cheltuielilor nedeductibile.
Cheltuielile nedeductibile sunt: 
- cheltuieli cu impozitul pe profit;
- dobânzile, majorările de întârziere, amenzile, confiscările datorate către autoritățile române;
- cheltuieli privind bunurile de natura stocurilor sau a activelor corporale constatate lipsă din gestiune ori degradate.
- cheltuieli de protocol care depășesc limita de 2% aplicată diferenței rezultate dintre totalul veniturilor impozabile și totalul cheltuielilor aferente veniturilor impozabile, mai puțin cheltuielile cu impozitul pe profit și cheltuielile de protocol;
- cheltuieli cu deplasarea care depășesc de 2,5 ori nivelul legal stabilit;
- cheltuieli cu TVA aferentă bunurilor acordate salariaților sub forma unor avantaje în natură, dacă valoarea acestora nu a fost impozitată la sursă;
- cheltuieli înregistrate în contabilitate, care nu au la bază un document justificativ;
- cheltuieli cu primele de asigurare plătite de angajator în numele angajatului;
- sumele utilizate pentru constituirea sau majorarea rezervelor peste limita legală, cu excepția celor create de bănci;
- cheltuielile de sponsorizare și/sau mecenat și cheltuielile privind bursele private, acordate potrivit legii;
- cheltuielile cu serviciile de management, consultanță, asistență sau alte prestări de servicii, pentru care contribuabilii nu pot justifica necesitatea prestării.

Sunt obligați la plata impozitului pe profit contribuabilii din următoarele categorii:
- persoane juridice române;
- persoane juridice străine care desfășoară activitate prin intermediul unui sediu permanent în România.

Cota generală de impozitare este de 16%. În cazul în care un contribuabil desfășoară activități de natura barurilor de noapte, a cluburilor de noapte, a discotecilor, a cazinourilor sau a pariurilor sportive, impozitul pe profit nu poate fi mai mic de 5% din veniturile aferente acestor activități. În acest caz impozitul va fi 5% din veniturile aferente activității.

### Impozitul pe veniturile microîntreprinderilor
Baza impozabilă a impozitului pe veniturile microîntreprinderii o constituie suma veniturilor trimestriale din orice sursă, din care se deduc:
- veniturile din variația stocurilor;
- veniturile din producția de imobilizări necorporale sau corporale;
- alte venituri din exploatare reprezentând veniturile din cota-parte a subvențiilor guvernamentale și a altor resurse similare pentru finanțarea investițiilor;
- veniturile din provizioane privind activitatea exploatare și veniturile financiare din provizioane;
- veniturile realizate din despăgubiri de la societățile de asigurare pentru pagubele produse la activele corporale proprii;

Cota de impozitare este de 2,5%. calculul și plata impozitului pe venitul microîntreprinderilor se efectuează trimestrial până la data de 25 inclusiv a lunii următoare trimestrului pentru care se calculează impozitul.

### Impozitul pe salarii
Venitul impozabil din salarii se determină prin deducerea din venitul brut a următoarelor sume:
- Contribuțiile personalului la asigurările sociale (25 %)
- Contribuțiile personalului la fondul de șomaj (0.5%)
- Contribuțiile personalului la asigurările sociale de sănătate (10%)
- Deducerea personală

Contribuția la bugetul asigurărilor sociale de stat este datorată de persoanele care au calitatea de salariat și alți contribuabili cum ar fi:
- Angajatorii persoanelor care au calitatea de salariați
- Agenția Națională pentru ocuparea Forței de Muncă, pentru persoanele aflate în șomaj
- Asociat unic, asociați, comanditari sau acționari
- Administratori sau manageri care au încheiat contract de administrare sau de management
- Membrii ai asociației familiale
- Persoane autorizate să desfășoare activități independente
- Alte persoane care realizează venituri din activități profesionale

Cota de CAS se stabilește anual iar in 2009 nivelul acesteia este de 10,5%. Baza de calcul nu poate depăși plafonul a de 5 ori salariul mediu brut.
Incepand cu anul 2007, limita maxima a bazei de calcul a acestei contributii a fost eliminata atat pentru contributia datorata de angajator cat si pentru cea datorata de angajat.
Legislația privind asigurările sociale acordă scutiri de CAS, asupra sumelor ce reprezintă:
- Prestații de asigurări sociale care se suportă din fondurile asigurărilor sociale sau ale angajatorului și se plătesc potrivit legii pensiilor
- Drepturi de muncă plătite potrivit legii în cazul încetării raporturilor de muncă, servicii ale funcționarilor publici, încetarea calității de membru cooperator, cu excepția sumelor pentru perioada de preaviz
- Diurne de deplasare și delegare, detașare și transfer, drepturi de autor
- Premii și alte câștiguri exceptate de legi speciale
- Sume obținute în baza unei convenții civile de prestări servicii sau executări de lucrări de către persoanele care au încheiat contracte individuale de muncă
- Sume reprezentând participarea salariaților la profit

Contribuția la bugetul asigurărilor sociale de sănătate este datorată obligatoriu de către:
- Persoane fizice care realizează venituri din salarii supuse impozitului pe venit
- Persoane fizice care exercită profesii liberale
- Persoane fizice care desfășoară activități independente
- Persoane fizice care obțin venituri din agricultură și silvicultură, care nu au calitatea de angajator.
- Persoane fizice care obțin venituri din cedarea folosinței bunurilor, venituri din dividende și dobânzi și alte venituri care se supun impozitului pe venit.
- Persoanele juridice sau fizice la care își desfășoară activitatea asigurații
- Persoanele juridice obligate prin lege la plata contribuției pentru următoarele categorii de asigurați: Satisfac stagiul militar, se află în concediu medical, execută o pedeapsă privată de libertate sau se află în arest preventiv, persoanele care beneficiază de indemnizație de șomaj sau de alocație de sprijin.
- Cetățenii străini care se asigură obligatoriu

Cota este de 5,5%. Contribuția angajaților la bugetul asigurărilor sociale de sănătate este destinată constituirii fondului național unic de asigurări sociale de sănătate și acesta finanțează activitățile medicale oferite gratuit asiguraților.
Contribuția la bugetul asigurărilor pentru șomaj este datorată de:
- Persoanele angajate pe baza unui contract individual de muncă
- Funcționarii publici și alte persoane care desfășoară activități pe baza actului de numire
- Persoanele care își desfășoară activitatea în funcții elective sau care sunt numite în cadrul autorității executive, legislative ori judecătorești pe durata mandatului
- Militarii angajați pe bază de contract
- Angajatorii și persoanele juridice la care își desfășoară activitatea persoanele angajate pe baza unui contract de muncă
- Alte persoane care au încheiat un contract de asigurare de șomaj

Cota este de 0.5% și se aplică asupra salariului lunar brut de bază și a altor drepturi asimilate(indemnizații, sporuri, etc.)

### Impozitul pe dividende
Impozitul se calculează prin aplicarea cotei de 8% asupra dividendelor și se varsă la bugetul de stat.

### Impozitul pe veniturile realizate de persoanele fizice
Categoriile de venituri supuse impozitului de venit sunt:
- venituri din activități independente
- venituri din salarii
- venituri din cedarea folosinței bunurilor
- investiții
- venituri din pensii
- venituri din activități agricole
- venituri din premii și jocuri de noroc
- venituri din transferul proprietăților imobiliare
- venituri din alte surse.

Veniturile din activități independente sunt:
- Veniturile comerciale. Reprezintă veniturile din faptele de comerț ale contribuabililor, din prestări de servicii, precum și cele din practicarea unei meserii.
- Venituri din profesii libere. Reprezintă veniturile obținute din exercitarea profesiilor medicale, de avocat, notar, auditor financiar, consultant fiscal, expert contabil, contabil autorizat, arhitect etc.
- Venituri din drepturi de proprietate intelectuală. Provin din brevete de invenție, desene și modele, mărci de fabrică și de comerț, procedee tehnice, know-how, din drepturi de autor și drepturi conexe drepturilor de autor.

Conform art. 43 din Codul Fiscal, cota de impozit este de 16%  și se aplică asupra venitului impozabil corespunzător fiecărei surse din fiecare categorie pentru determinarea impozitului pe veniturile din:
a) activități independente;
b) salarii;
c) cedarea folosinței bunurilor;
d) investiții;
e) pensii;
f) activități agricole;
g) premii;
h) alte surse.
La această cotă unică sunt excepții prevăzute expres la categoriile de venituri cuprinse în titlul III din Codul Fiscal, și anume:
1) venituri din investiții (neimpozabile sau impozabile cu cota de 1% în anumite situații), 2) venituri din premii și jocuri de noroc (cota de 20% aplicabilă la suma peste un plafon maxim neimpozabil) și 3) venituri din activități agricole.

## Impozite indirecte
Impozitele indirecte se încasează prin adăugarea la prețul mărfurilor și serviciilor a unor cote de impozit

### Accizele
Accizele sunt o formă specială de taxă de consumație care se datorează bugetului de stat pentru anumite produse din țară și din import, fiind incluse în prețul de vânzare al acestora
Se percep asupra produselor care se consumă în cantități mari și care nu pot fi înlocuite de consumatori cu altele de același tip.
Categoriile de bunuri asupra cărora se percep accize:
- Alcool, distilate, băuturi alcoolice, vinuri și bere
- Produse din tutun
- Produse energetice (benzină, motorină, GPL, păcură, energia electrică)
- Alte produse și grupe de produse (cafea, articole de cristal, bijuterii, produse de parfumerie, autoturisme, arme, iahturi și alte nave/ambarcațiuni)

### Taxa pe valoare adăugată
Taxa pe valoare adăugată reprezintă principalul impozit indirect din România din punct de vedere al volumului în încasărilor la bugetul statului precum și din punctul de vedere al sferei de aplicare.
Sfera de aplicare:
- Livrarea de bunuri (comercializarea mărfurilor)
- Prestări de servicii efectuate pe teritoriul țării
- Importul de bunuri și servicii
- Transferul proprietății bunurilor imobile între contribuabili, precum și între aceștia și persoane fizice
- Serviciile efectuate de prestatorii cu sediul sau domiciliul în străinătate pentru care locul prestării se consideră a fi România.

Scutiri de TVA:
- Spitalizarea, îngrijiirile medicale, și operațiunile strâns legate de acestea.
- Prestări de servicii de către stomatologi și tehnicieni dentari precum și livrarea de proteze dentare
- Prestările de îngrijire și supraveghere efectuată de personalul medical și paramedical
- Transportul bolnavilor și al persoanelor accidentate de către entități autorizate
- Livrări de organe și sânge de proveniență umană
- Activitatea de învățământ
- Meditațiile acordate în particular de către cadrele didactice
- Prestările de servicii legate de practicarea sportului sau a educației fizice
- Serviciile publice poștale, activitățile specifice posturilor publice de radio li televiziune, altele decât activitățile de natură comercială

Cota standard de impozitare este de 19%. 
Cota redusă de 9% se aplică pentru următoarele prestări de servicii:
- Servicii constând în permiterea accesului la castele, muzee, case memoriale, monumente istorice, etc.
- Livrarea de manuale școlare, cărți, ziare și reviste
- Livrarea de proteze și accesorii ale acestora, cu excepția protezelor dentare
- Livrarea de produse ortopedice
- Livrarea de medicamente de uz uman și veterinar

### Taxele vamale
Taxele vamale sunt acele prelevări bănești, percepute de către stat în momentul în care bunurile trec granițele țării (import, export, tranzit)
Scutiri de taxe vamale:
- ajutoare și donații cu caracter social, umanitar, sportiv, didactic, etc.
- bunuri provenite din țările Uniunii Europene
- bunuri străine care devin proprietatea statului
- mostre fără valoare comercială, materiale publicitare, de documentare, etc.
- bunuri de origine română
- bunuri reparate în străinătate sau înlocuite

Baza de impozitare o reprezintă valoarea în vamă a mărfurilor. Cotele de impunere sunt prevăzute în tariful vamal.

### Obiectul impozitului
Obiectul impozitului este elementul concret care sta la baza asezarii impozitului. El poate fi diferit in functie de provenienta venitului, scopul urmarit si natura platitorului.
Pot constitui obiect al impozitelor si taxelor: venitul, profitul, pretul sau tariful, bunul mobil sau imobil, actul sau fapta. Dintre categoriile de obiecte impozabile cel mai raspandit este venitul prin diversitatea de forme pe care le imbraca in cadrul persoanei care il realizeaza. 
	Venitul reprezinta suma pe care o persoana fizica o realizeaza de pe urma muncii, a unor acte colaterale ei sau din diferite prestari de servicii.
	Profitul intra in cadrul bazei de calcul prin diferenta dintre venituri si cheltuieli corectata cu sumele nedeductibile.
	Pretul sau tariful poate constitui baza de calcul acolo unde sumele datorate bugetului sunt incluse in structura acestuia (TVA, accizele, etc.).
	Actele si faptele sunt folosite ca obiect al impunerii mai ales in asezarea taxelor de timbru instituite pentru eliberarea si autentificarea unor acte, deschiderea si dezbaterea succesiunilor, solutionarea litigiilor de catre instantele de judecata.

### Baza de calcul
Baza de calcul sau materia impozabila reprezinta elementul pe care se fundamenteaza calculul impozitului. Uneori obiectul impozabil reprezinta si baza de calcul. In cazul veniturilor (salarii, profit, TVA) baza de calcul are in vedere determinarea acestui obiect impozabil. In alte cazuri, baza de calcul difera de obiectul impozabil si apare sub forma unui element distinct (de exemplu in cazul impozitului pe cladiri, obiectul impozabil este imobilul iar baza de calcul este valoarea impozabila a cladirii).
	Datorita caracterului extrem de divers al materiei impozabile, se folosesc mai multe metode de evaluare printre care amintim: 
- metoda declaratiilor fiscale depuse de platitori sau terte persoane;
- metoda forfetara;
- metoda semnelor exterioare, etc.

	Metoda evaluarii directe poate utiliza o baza de impozitare intermediara sau finala. Baza de impozitare finala poate fi rezultatul unor influente suferite pe parcursul procesului de impozitare, cand au loc o serie de deduceri sau se aplica abateri legale.
	Un prim criteriu clasifica metodele de evaluare in:
- evaluare directa:

- evaluare pe baza declaratiilor contribuabililor;
- evaluare indirecta (prin prezumtie):

- evaluare pe baza declaratiilor tertilor;
- evaluare pe baza semnelor exterioare;
- evaluare forfetara;
- evaluare administrativa.
	Exista si alte criterii de grupare a materiei impozabile, insa, ele converg intr-un sens sau altul catre cele prezentate mai sus.
	a) Evaluarea pe baza declaratiilor fiscale
	Concordanta sau neconcordanta dintre materia impozabila si capacitatea platitorilor au condus la abandonarea metodei bazate pe semnele exterioare si la reducerea ponderii evaluarii forfetare pe baza unor elemente prestabilite ce apartin materiei impozabile in favoarea metodei evaluarii pe baza declaratiilor fiscale depuse de platitori.
	Metoda de evaluare a bazei de calcul prin intermediul declaratiei de impunere a contribuabililor nu constituie o metoda perfecta, insa , are avantaje certe comparativ cu practicile folosite anterior. Metoda se bazeaza pe onestitatea contribuabililor si a declaratiilor depuse, dar si pe dreptul de control al organelor fiscale, permitand corectarea erorilor facute cu sau fara intentie. Cu toate acestea, metoda are dezavantajul ca ofera contribuabililor posibilitatea de a sustrage o parte din materia impozabila supusa impozitarii prin diverse tehnici: documente false, omisiuni frauduloase intentionate, etc.
	Evaluarea pe baza declaratiilor fiscale ale unor terte persoane care cunosc cu exactitate situatia contribuabililor platitori, vine uneori sa completeze metoda precedenta sau poate fi folosita chiar ca metoda independenta. Si aici exista riscul nedeclararii unor venituri, mai ales cele din economia paralela sau cand unele bunuri impozabile nu sunt contabilizate.
	b) Evaluarea forfetara
	Aceasta metoda este aplicabila acolo unde sunt foarte multi platitori care au obligatia tinerii unei evidente sumare a veniturilor sau care nu sunt obligati sa conduca aceste evidente. Metoda are avantaje dar si dezavantaje. Pentru contribuabili metoda este comoda, simplifica si elimina tinerea contabilitatii care implica unele cheltuieli. Metoda are dezavantajul ca, indiferent de tehnicile si procedeele utilizate, se ajunge la o subevaluare a materiei impozabile.
	c) Evaluarea pe baza semnelor exterioare (prin prezumtie).
	Aceasta metoda este simpla dar si imperfecta, corespunzand unor elemente de justitie fiscala.
	In etapa actuala, în România, se folosesc in evaluare, in general, toate metodele mentionate mai sus, insa, datorita practicii si rutinei salariatilor de la Administratia Fiscala, se utilizeaza metoda evaluarii directe si metoda evaluarii pe baza normelor de venit.
	Metoda evaluarii directe consta in determinarea venitului impozabil efectiv realizat de catre contribuabil. La baza ei sta declaratia de impunere.
	Metoda evaluarii pe baza normelor de venit consta in stabilirea unui venit uniform, egal pentru toti cei ce detin sursa de venit lansata in conditii identice.

### Subiectul impozitului
Subiectul impozitului il reprezinta persoanele fizice sau juridice care detin sau care realizeaza obiectul impozabil si care, potrivit legii, are obligatia platii fata de buget. Pentru ca o persoana sa poata fi subiect, trebuie sa poata exercita drepturile civile sau sa aiba personalitate juridica. De exemplu, societatea comerciala care realizeaza profit, intra in relatii juridice cu statul; salariatul care realizeaza venituri din salarii este subiect al impozitului pe salarii si intra in relatii juridice cu statul.

### Taxele de timbru
Taxele de timbru reprezintă plata serviciilor prestate ori a lucrărilor efectuate de diverse organe sau instituții publice care primesc, întocmesc sau eliberează diferite acte, prestează diferite servicii și soluționează anumite interese legitime ale subiecților.
Taxele de timbru se percep asupra următoarelor categorii de acte și servicii:
- deschiderea de acțiuni și introducerea de cereri la instanțele judecătorești
- exercitarea căilor de atac împotriva hotărârilor judecătorești
- cereri pentru eliberarea de copii după anumite acte
- pentru soluționarea litigiilor în fața organelor judecătorești
- prestarea de servicii de către notarii publici
- autentificarea anumitor acte, înregistrarea, rectificarea, și reconstituirea la cerere a actelor de stare civilă
- eliberarea unor acte de identificare și cetățenie
- anumitor autorizații și a pașapoartelor, a permiselor de conducere, vânătoare, pescuit, etc.

## Vezi și
- Economia României
- Economie de piață
- Impozitarea diferențiată
- Politică fiscală expansionistă
- Taxa pe valoarea adăugată